# Kahina Saidi
Kahina Saidi (ar. كهينة سعيدي; ur. 17 marca 1984) – algierska judoczka. Olimpijka z Pekinu 2008, gdzie zajęła czternaste miejsce w wadze półśredniej.
Uczestniczka mistrzostw świata w 2007, 2009 i 2011. Startowała w Pucharze Świata w latach: 2010-2013. Brązowa medalistka igrzysk śródziemnomorskich w 2009. Triumfatorka igrzysk afrykańskich w 2007; trzecia w 2003 i 2011. Wicemistrzyni igrzysk panarabskich w 2011. Pięciokrotna medalistka mistrzostw Afryki w latach 2006 - 2012.

## Letnie Igrzyska Olimpijskie 2008
| Konkurencja | Eliminacje             | Eliminacje                     | Klas. końcowa |
| Konkurencja | Przeciwnik I           | Przeciwnik II                  | Miejsce       |
| ----------- | ---------------------- | ------------------------------ | ------------- |
| 63 kg       | Marcon Bezzina (MLT) Z | Elisabeth Willeboordse (NED) P | 14.           |